# De Mick
De Mick is een revalidatiecentrum, woonzorgcentrum en woonzorgcentrum voor personen met niet-aangeboren hersenletsel te Brasschaat. Het oudste deel was vroeger een sanatorium, opgericht door de Heropbeuring VZW.

## Geschiedenis
Om de vele gevallen van longtuberculose het hoofd te bieden, richtte de Belgische Transportarbeidersbond in 1922 VZW Heropbeuring op. Deze VZW verwierf in 1925 het terrein van 29ha rond De Mickse Hoeve van OCMW Antwerpen.
In 1927 werden de eerste residentiële voorzieningen gebouwd. Al snel waren er plaatsen tekort voor dit sanatorium. In 1934 werd dan ook een verdieping gebouwd bovenop het bestaande gebouw waardoor de instelling plaats had voor 54 patiënten.
Door de bombardementen op het eind van de Tweede Wereldoorlog werd het toenmalige sanatorium volledig verwoest. Na de oorlog werd de heropbouw onmiddellijk gepland, waardoor de herbouwde instelling in 1953 terug kon openen.
Door de verbeterde levensomstandigheden en hygiëne werd tuberculose steeds zeldzamer. In 1987 werden alle Belgische sanatoria gesloten door de regering. Het gebouw kreeg andere zorgfuncties.
Van 1995 tot 2005 kreeg het gebouw een grondige renovatie om als modern revalidatiecentrum dienst te doen. Ondertussen werd een woonzorgcentrum achter het bestaande gebouw gebouwd.
In 2008 werd naast dit gebouwencomplex De Vrije Vlinder gebouwd, een woonzorgcentrum voor personen met een motorische handicap ten gevolge van een niet-aangeboren hersenletsel.
Van augustus 2009 tot juli 2010 wordt een extra vleugel gebouwd aan het WZC. Van november 2011 tot juni 2012 werd de gevel van het oude gebouw gerenoveerd.